# C. Tangana
Antón Álvarez Alfaro, de son nom de scène C. Tangana, né le 16 juillet 1990 à Madrid, est un rappeur, chanteur, compositeur, réalisateur et acteur espagnol.

## Biographie

### Musique
Étudiant en philosophie à l'université complutense, il commence sa carrière musicale très tôt et sort un premier EP intitulé Él es crema (2005) sous le nom de Crema. Il se fait connaître en Espagne avec le groupe Agorazein aux côtés de Sticky M.À., Jerv.agz et Fabianni. En 2016, il commence une carrière solo sous le nom de C. Tangana.
Après la sortie de quelques singles en 2016, dont Lo hace conmigo, Los chikos de Madriz et Antes de morirme, Tangana connaît un succès international avec la chanson Mala mujer, incluse dans son premier album Ídolo (2017). Il continue d'explorer le hip-hop dans sa mixtape Avida Dollars (2018). En 2021, il sort un deuxième album nouveau flamenco El Madrileño, qui lui vaudra le Latin Grammy Award du meilleur album de l'année. L'album est numéro un en Espagne.
Il est co-auteur de la chanson Malamente interprétée par son ex-compagne Rosalía, et qui remporte en 2018 deux Latin Grammy Awards. Durant sa carrière, il remporte neuf Latin Grammy Awards ; il est également nommé pour un Grammy Award, deux MTV Europe Music Awards et deux UK Music Video Awards.

### Cinéma
En 2024, il réalise le documentaire La guitarra flamenca de Yerai Cortés sur le jeune musicien du nouveau flamenco, Yerai Cortés qui sort en France en juillet 2025. Le film gagne deux prix Goya en 2025.

## Discographie

### Albums studio
- 2017 : Ídolo
- 2021 : El Madrileño